# Gösta Mickwitz
Gösta Mickwitz, född den 12 juni 1917 i Helsingfors, död den 11 april 2003 i Helsingfors, var en finlandssvensk professor och nationalekonom. Han var gift med Eva Mickwitz.

## Biografi
Mickwitz studerade vid Stockholms högskola mellan 1945 och 1948 och 1953 disputerade han för en pol.dr-examen. Han tjänstgjorde vid Statistiska Centralbyrån som aktuarie åren 1953 till 1957. 
År 1962 blev han professor i nationalekonomi vid Svenska Handelshögskolan, där han arbetade till 1976. Från 1971 till 1975 var han högskolans rektor. Från 1977 till 1983 var han professor vid Helsingfors universitet.
Mickwitz hade också ett stort inflytande på den ekonomiska debatten genom sin verksamhet i föreningsliv, samt genom medverkan i facktidskrifter och med egna böcker.

## Gösta Mickwitz-priset
Sedan 2003 delar Historiska föreningen i Finland varje år ut Gösta Mickwitz-priset ur Bröderna Gunnar och Gösta Mickwitz-fonden. Priset går till en person eller organisation som på ett bemärkt sätt bidragit till att upprätthålla ett levande intresse för historia och historieforskning. 